# Juan Pablo Sáenz Valiente
Juan Pablo Sáenz-Valiente y Campos (Buenos Aires, 6 de mayo u 8 de agosto de 1861 -  Ibidem, 7 de junio de 1925) fue un marino argentino, que se desempeñó como ministro de Marina de Roque Sáenz-Peña y, tras la muerte de este, de Victorino de la Plaza, en períodos consecutivos entre 1910 y 1916. Además ejerció el cargo de jefe de Estado Mayor de la Armada entre 1907 y 1910, y fue Interventor Nacional en la provincia de Corrientes entre marzo y junio de 1916. 

## Infancia y juventud
Juan Pablo Sáenz-Valiente nació el 6 de mayo o el 8 de agosto de 1861 en Buenos Aires, Argentina, hijo de Francisco Sáenz-Valiente y Torrens y de Joaquina Campos y Gómez-Vega, quienes cotrajeron matrimonio el 8 de agosto del año anterior. Era el mayor de seis hermanos, llamados Francisco, Rosalía, Joaquina, Josefina y Martín. Ingresó a la Escuela Naval con diecisiete años, egresándose con el grado de alférez en 1883.

## Trayectoria

### Inicios en la marina
En 1884 Sáenz-Valiente formó parte de la expedición que Augusto Lasserre realizó al canal Beagle, integrando la División Expedicionaria del Atlántico Sur. Tras efectuar algunas tareas hidrográficas en el sur de su país, regresó a Buenos Aires para ejercer como profesor de máquinas de vapor en la Escuela Naval. En 1885 fue enviado al Chaco, con el objetivo de realizar una campaña en el río Teuco; ese mismo año fue enviado a Europa, más precisamente a Trieste, Italia, a buscar el crucero Patagonia.

### Relevamiento del Beagle
Tras ser ascendido a capitán de fragata en 1897, le fue encargado el acorazado Almirante Brown, con el cual realizó el relevamiento hidrográfico del canal Beagle y de las islas Picton, Nueva y Lennox.

### Comisiones hidrográficas y cargos públicos

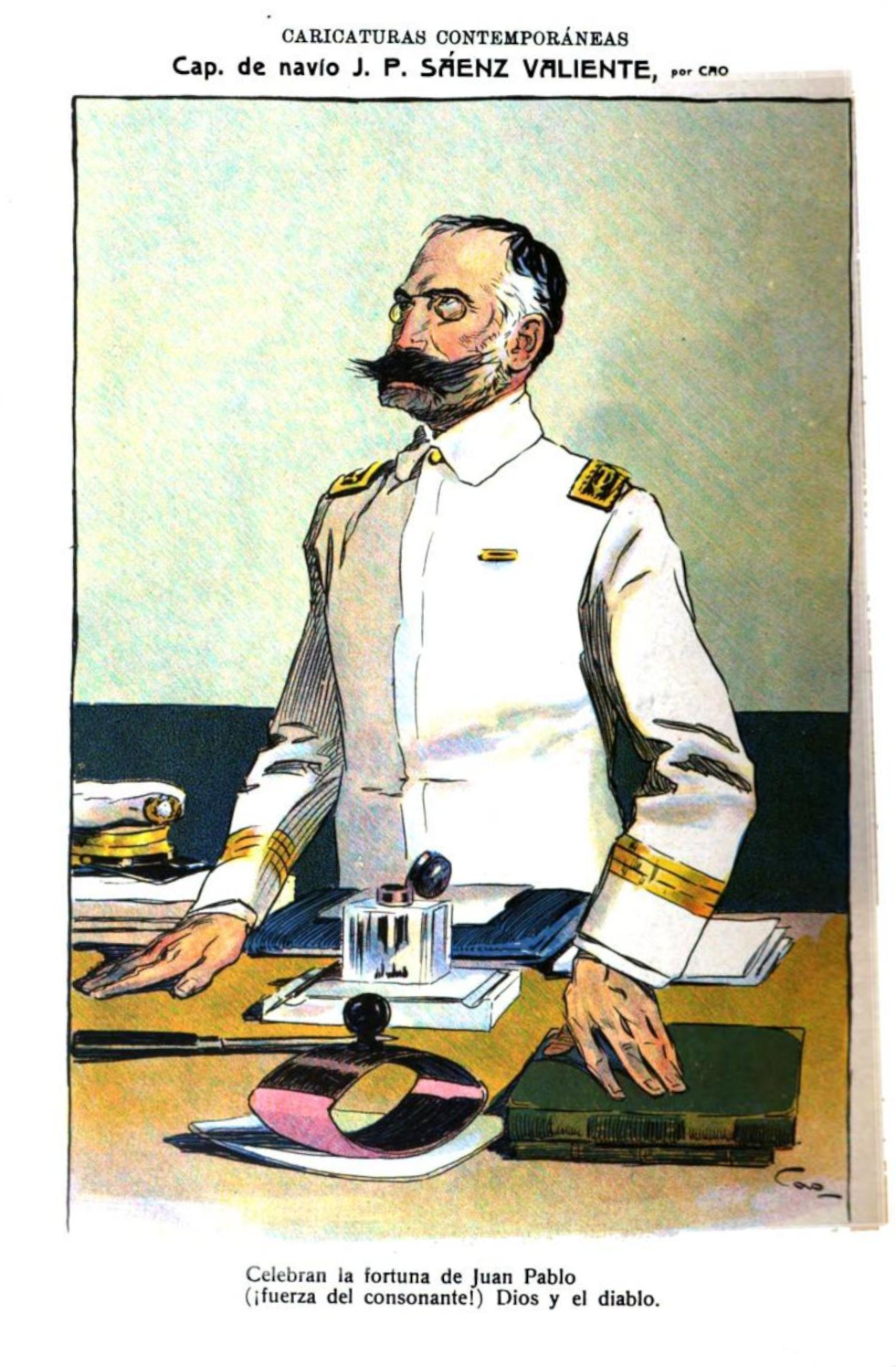
Retratado por Cao en Caras y Caretas (1906)

Entre 1899 y 1901, Sáenz-Valiente estuvo al frente de las comisiones hidrográficas del Río de la Plata y del canal Beagle. Posteriormente, entre 1907 y 1910, se desempeñó como jefe de Estado Mayor. Años más tarde, más precisamente el 12 de octubre de 1910, fue nombrado ministro de Marina por el presidente Roque Sáenz Peña.

### Años posteriores
Tras ser elevado al grado de vicealmirante, pasó a retiro en 1915, pero continuó siendo una figura rectora en la Marina. En 1916 fue Interventor Nacional en la provincia de Corrientes reemplazando al gobernador Mariano I. Loza debido a que este se había excedido del período autorizado al realizar un viaje a Buenos Aires. A pesar de su regreso a la capital provincial, la legislatura declaró que Loza ya no era gobernador y solicitó al presidente Victorino de la Plaza la intervención federal de la provincia. El en ese entonces ministro de Marina Sáenz-Valiente fue designado como interventor haciéndose cargo del gobierno provincial, aunque Loza siguió ejerciendo parte de sus funciones. Solucionada en parte la crisis interna en Corrientes, el interventor restituyó a Loza al gobierno provincial, el 3 de junio de 1916. 
Por aquel entonces, era tenido en cuenta como posible candidato a vicepresidente de la Nación, en representación del conservadurismo, pero ese no terminó siendo el caso. También fue candidato a diputado nacional.

### Fallecimiento y legado
Falleció en Buenos Aires, estuvo al servicio de la armada durante treinta y ocho años. La canalización de zonas extensas del Bermejo, y el levantamiento de mapas y estudios geográficos e hidrográficos, constituyen un blasón de su carrera. Afirmó los derechos argentinos en el Beagle y el Río de la Plata y se convirtió en una figura con bastante reconocimiento dentro de la armada.